# Lista de nazistas (L–R)
A lista de pessoas notáveis que em algum momento eram membros do extinto Partido Nazista (NSDAP). Isto não pretende ser uma lista de todas as pessoas que já foram membros do Partido Nazista. Esta é uma lista de figuras notáveis que estavam ativas dentro do partido que fizeram coisas importantes que é digno de nota histórica ou que eram membros do Partido Nazista de acordo com várias publicações confiáveis. Para obter uma lista dos principais líderes e figuras mais importantes do partido veja: Líderes e oficiais do Partido Nazista.
Visão geral A–E F–K L–R S–Z

## L
- Bodo Lafferentz[1]
- Willy Lages[2]
- Erwin Lambert[3]
- Heinz Lammerding[4]
- Hans Lammers[5]
- Felix Landau[6]
- Carl Langbehn[5]
- Herbert Lange[7]
- Rudolf Lange[8]
- Johanna Langefeld[9]
- Franz Langoth[10]
- Carl Lautenschläger[11]
- Hartmann Lauterbacher[12]
- Johann von Leers[13]
- Julius Friedrich Lehmann[14]
- Fritz Lehmann[15]
- Rudolf Lehmann (juiz militar)[16]
- Georg Leibbrandt[17]
- Helmut Lemke[18]
- Tiana Lemnitz[19]
- Philipp Lenard[20]
- Fritz Lenz[21]
- Siegfried Lenz[22]
- Josef Leopold[23]
- Ernst Lerch[24]
- Robert Ley[25]
- Arthur Liebehenschel[26]
- Heinz Linge[24]
- Felix Linnemann[27]
- Bernardo de Lippe-Biesterfeld[28]
- Julius Lippert[29]
- Kurt Lischka[30]
- Karl Litzmann[31]
- Wilhelm Friedrich Loeper[32]
- Ernst Friedrich Lohndorff[33]
- Bruno Lohse[34]
- Hinrich Lohse[35]
- Enno Lolling[36]
- Gustav Lombard[37]
- Konrad Lorenz[38]
- Werner Lorenz[39]
- Hans Loritz[40]
- Georg Lörner[41]
- Joseph Lortz[42]
- Hans Louis Ferdinand von Löwenstein zu Löwenstein[43]
- Franz Lucas[44]
- Kurt Ludecke[45]
- Erich Ludendorff[46]
- Hanns Ludin[47]
- Martin Luther (diplomata)[48]
- Viktor Lutze[49]

## M
- Heinz Macher[50]
- Fritz Mackensen[51]
- Georg Hans Madelung[52]
- Waldemar Magunia[53]
- Ernst Mally[54]
- Wilhelm Rudolf Mann[55]
- Maria Mandel[56]
- Werner March[57]
- Elisabeth Marschall[58]
- Benno Martin[59]
- Heinrich Matthes[60]
- Gisela Mauermayer[61]
- Rudolf Mauersberger[62]
- Emil Maurice[63]
- Freidrich Maurer[64]
- Friedrich Mauz[65]
- Josef Mayr[66]
- Emil Mazuw[67]
- Fritz ter Meer[68]
- Werner Meinhof[69]
- Josef Albert Meisinger[70]
- Hans-Otto Meissner[71]
- Guido von Mengden[72]
- Josef Mengele[71]
- Oswald Menghin[73]
- Pieter Menten[74]
- Willi Mentz[75]
- Rudolf Mentzel[76]
- Christian Mergenthaler[77]
- Willy Messerschmitt[78]
- Adolf Metzner[79]
- Alfred Meyer[80]
- Emil Heinrich Meyer[81]
- Konrad Meyer[82][83]
- Kurt Meyer[84]
- Hermann Michel[85]
- Agnes Miegel[86]
- August Miete[87]
- Erhard Milch[88]
- Leopold von Mildenstein[89]
- Rudolf Mildner[90]
- Erich Mix[91]
- Helmut Möckel[92]
- Karl Möckel[93]
- Paul Moder[94]
- Wilhelm Mohnke[95]
- Robert Mohr[96]
- Otto Moll[97]
- Eberhard Wolfgang Möller[98]
- Theodor Morell[99]
- Georg Konrad Morgen[100]
- Hans Joachim Moser[101]
- Hans Möser[102]
- Joachim Mrugowsky[103]
- Reinhold Muchow[104]
- Hellmuth von Mücke[105]
- Hermann Muhs[106]
- Eric Muhsfeldt[107]
- Robert Mulka[108]
- Heinrich Müller (gestapo)[109][110]
- Ludwig Müller[111]
- Paul Heinrich Theodor Müller[112]
- Alfred Müller-Armack[113]
- Hans Münch[114]
- Ludwig Münchmeyer[115]
- Eugen Munder[116]
- Franz Murer[117]
- Wilhelm Murr[118]
- Lothar Müthel[107]
- Martin Mutschmann[119]

## N
- Alfred Naujocks[120]
- Erich Naumann[121]
- Hans Naumann[122]
- Werner Naumann[122]
- Arthur Nebe[123]
- Josef Neckermann[124]
- Otto Nerz[125]
- Hermann Neubacher[126]
- Erich Neumann (político)[127]
- Konstantin von Neurath[128]
- Elly Ney[129]
- Karl Nicolussi-Leck[130]
- Oskar von Niedermayer[131]
- Herms Niel[132]
- Hans Nieland[133]
- Johann Niemann[134]
- Paul Nitsche[135]
- Emil Nolde[136]
- Gustav Adolf Nosske[137]
- Franz Novak[138]
- Walter Nowotny[136]

## O
- Carl Oberg[139]
- Josef Oberhauser[140]
- Herta Oberheuser[141]
- Theodor Oberländer[142]
- Max Oehler[143]
- Richard Oehler[144]
- Paul Ogorzow[145]
- Otto Ohlendorf[146]
- Wilhelm Ohnesorge[147]
- Alice Orlowski[148]
- Werner Ostendorff[149]
- Heinrich Oster[150]
- Wilfred von Oven[151]

## P
- Alexander Palfinger[152]
- Gerhard Palitzsch[153]
- Günther Pancke[154]
- Friedrich Panse[155]
- Friedrich Panzinger[156]
- Siegfried Passarge[157]
- Max Pauly[158]
- Wladimir von Pawlowski[159]
- Eduard Pernkopf[160]
- Friedrich Peter[161]
- Kurt Petter[162]
- Wilhelm Pfannenstiel[163]
- Franz Pfeffer von Salomon[164]
- Helmut Pfeiffer[165]
- Josef Pfitzner[166]
- Walter Pfrimer[167]
- Philipp, Landgrave of Hesse[168]
- Franz Philipp[169]
- Anton Piëch[170]
- Hermann Pister[171]
- Ludwig Plagge[172]
- Otto Planetta[173]
- Paul Pleiger[174]
- Alfred Ploetz[175]
- Kurt Plötner[176]
- Franz Podezin[177]
- Max Poepel[178]
- Oswald Pohl[179]
- Johannes Popitz[180]
- Helmut Poppendick[181]
- Ferdinand Porsche[182][183]
- Hermann Prieß[184]
- Karl-Heinz Priester[185]
- Alfred Proksch (político)[186]
- Hans-Adolf Prützmann[187]
- Carl Friedrich von Pückler-Burghauss[188]
- Emil Puhl[189]

## Q
- Walter Quakernack[190]
- Günther Quandt[191]
- Herbert Quandt[192]
- Rudolf Querner[193]

## R
- Peter Raabe[194]
- Roberto Neto
- John Rabe[195]
- Franz Rademacher[196]
- Erich Raeder[197]
- Karl Rahm[198]
- Otto Rahn[199]
- Rudolf Rahn[200]
- Boris Rajewsky[201]
- Friedrich Rainer[202]
- Roland Rainer[203]
- Kurt Ranke[204]
- Otto Rasch[205]
- Karl Rasche[206]
- Sigmund Rascher[207]
- Ernst vom Rath[208]
- Walter Rauff[209]
- Hermann Rauschning[210]
- Paul Reckzeh[211]
- Wilhelm Rediess[212]
- Eggert Reeder[213]
- Anni Rehborn[214]
- Hermann Reinecke[215]
- Heinz Reinefarth[216]
- Wilhelm Reinhard (oficial da SS)[217]
- Fritz Reinhardt[218]
- Anton Reinthaller[219]
- Hans Conrad Julius Reiter[220]
- Lothar Rendulic[221]
- Adrian von Renteln[222]
- Cecil von Renthe-Fink[223]
- Andreas Rett[224]
- Hermann Reutter[225]
- Ernst Graf zu Reventlow[226]
- Eugen Rex[227]
- Joachim von Ribbentrop[226]
- Gustav Richter[228]
- Bolko von Richthofen[229]
- Georg Rickhey[230]
- Alfred Rieche[231]
- Fritz Rieger[232]
- Walter Riehl[233]
- Gustav Riek[232]
- Johannes Riemann[232]
- Renate Riemeck[234]
- Julius Ringel[235]
- Karl Ritter (diplomata)[236]
- Karl Ritter (diretor)[237]
- Carl-Heinz Rodenberg[238]
- Arthur Rödl[239]
- Walter Rohland[240]
- Ernst Röhm[241]
- Karl von Roques[242]
- Eduard Roschmann[243]
- Gerhard Rose[244]
- Alfred Rosenberg[245]
- Erwin Rösener[246]
- Gerhard Roßbach[247]
- Fritz Rössler[248]
- Paul Rostock[249]
- Helge Rosvaenge[250]
- Alfred Roth[251]
- Erich Roth[252]
- Erich Rothacker[253]
- Oswald Rothaug[254]
- Curt Rothenberger[255]
- Artur Rother[256]
- Heinz Röthke[257]
- Carl Röver[257]
- Jutta Rüdiger[258]
- Ernst Rüdin[259]
- Arthur Rudolph[260]
- Joachim Rumohr[261]
- Philipp Rupprecht[262]
- Bernhard Rust[263]